# Microrregión de Río Negro (Paraná)
La microrregión de Río Negro es una de las microrregiones del estado brasileño de Paraná perteneciente a la mesorregión Metropolitana de Curitiba. Su población fue estimada en 2009 por el IBGE en 88.822 habitantes y está dividida en seis municipios. Posee un área total de 2.474,086 km².

## Municipios
- Agudos do Sul
- Campo do Tenente
- Piên
- Quitandinha
- Río Negro
- Tijucas do Sul

- Datos: Q2118446